# Belgrade Stock Exchange
Belgrade Stock Exchange (BELEX) (Beogradska Berza, a.d.) is de aandelenbeurs van Belgrado in Servië.
De aandelenbeurs van Belgrado werd op 21 november 1894 opgericht en bleef in werking tot het uitbreken van de Tweede Wereldoorlog. In 1953 werd de beurs officieel gesloten omdat beurshandel niet paste in de communistische lijn van Joegoslavië. In 1989 werd de beurs heropend als de Yugoslavian Capital Market. Na het uiteenvallen van het land werd de beurs weer omgedoopt in de Belgrade Stock Exchange. Een golf aan privatiseringen in 2001 betekende een stroom van nieuwe noteringen aan de beurs. Een jaar later begon ook de handel in Servische staatsobligaties op de beurs.

## Indices
De Belgrade Stock Exchange heeft vier verschillende indices waarvan de BELEX15 het belangrijkste is:
- BELEXline
- BELEXfm
- BELEX15, vertegenwoordigt de 15 meest liquide beursfondsen
- SRX